# Slovenska
Slovenska (slovenski jezik eller slovenščina) är ett sydvästslaviskt språk som huvudsakligen talas i Slovenien, där det är officiellt språk, men även i Italien (Friuli-Venezia Giulia), Österrike (Kärnten och Steiermark) och Ungern (floden Rábas avrinningsområde). Det är ett av de få språk där dualis fortfarande förekommer som en levande del av språket. 

## Standardspråket

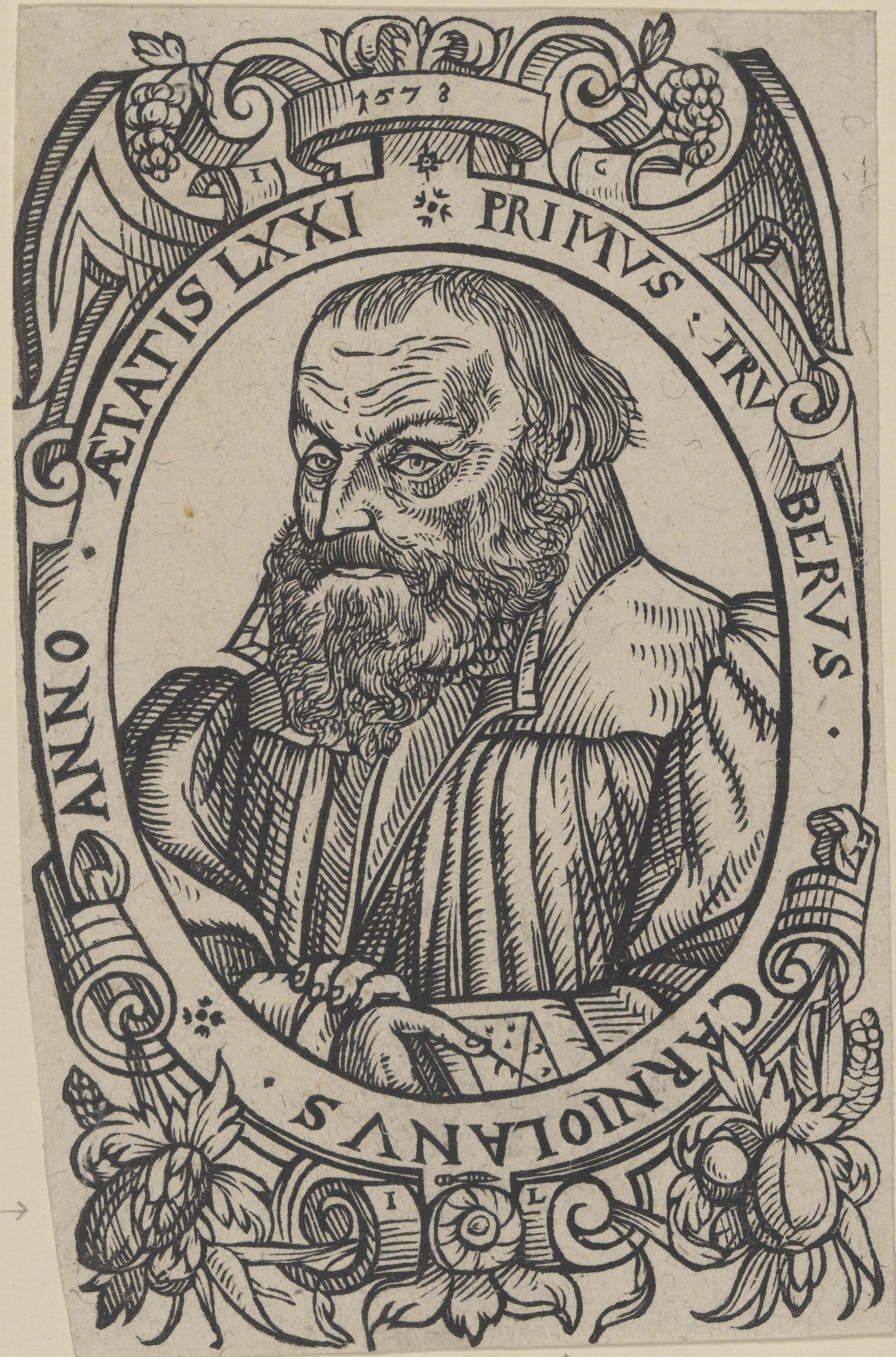
Kopparstick med Primož Trubar

Det slovenska litteraturspråket hade sin början på 1500-talet då den protestantiske prästen, författaren och översättaren Primož Trubar som standardspråk valde den centrala dialekten som talades i Ljubljana – denna bestod i grunden av en blandning av de största dialekterna från regionen Dolenjska (Nedre Krain), som var Trubars hemtrakter, från regionen Gorenjska (Övre Krain) och regionen Notranjska (Inre Krain). Han valde att använda den latinska skriften framför den glagolitiska, efter att hans första två böcker hade tryckts med det glagolitiska alfabetet.

## Historia
Slovenskan räknas till de sydslaviska språken men ett fåtal historiker och lingvister, företrädesvis slovenska, anser att språket borde räknas till de västslaviska språken. I slovenskan finns isoglosser, såsom grammatiska och lexikala likheter, delade med västslaviska språk, speciellt med tjeckiskan och slovakiskan, vilket tyder på att slovenskan är en gammal "brygga" i ett dialektkontinuum mellan väst- och sydslaviska språkområden. Den äldsta kända inflyttningsvågen av slovenernas slaviskspråkiga förfäder till dagens Österrike och Slovenien kom också från västslaviskt kulturområde, vilket bland annat arkeologiska fynd som klassas som tillhörande Prag-kulturen visar. Slovenskan skiljer sig från andra sydslaviska språk, till exempel kroatiskan och serbiskan, genom att ha behållit ålderdomliga baltoslaviska/proto-slaviska grammatiska funktioner och lexikala egenskaper av nordslavisk typ. Exempelvis finns det språkligt ålderdomliga dualis kvar i slovenskan, vilket den numera bara delar med sorbiskan, ett västslaviskt språk, användningen av supinum förbinder det med tjeckiskan och genitivformen i negationer är en ålderdomlig grammatisk egenhet för den baltoslaviska språkgruppen, bortrationaliserad i andra sydslaviska språk, men fortfarande använd i slovenskan. Till skillnad från kroatiskan och serbiskan karakteriseras slovenskan av ett stort antal dialekter – det sammanlagda antalet på cirka 50 dialekter och subdialekter indikerar också en hög ålder.
En studie publicerad 2013 av de slaviska språkens evolutionära släktskap (fylogeni), beräknad med två olika modeller utifrån jämförande lexikala och grammatiska data för språken, bekräftade slovenskans udda position i släktskapsträdet. Den ena modellen (bayesiansk analys) visade att slovenskan sitter på en egen gren som avskiljdes från det slaviska språkträdet innan grupperingarna väst-, öst- och sydslaviska språk bildades; den andra modellen (distance matrix-based) att slovenskan tidigast avskiljdes från den gren i det slaviska språkträdet som senare gav upphov till de västslaviska språken tjeckiska och slovakiska och de sydslaviska serbokroatiska, makedonska och bulgariska . Då slovenskan är det slaviska språk som har den västligaste utbredningen och tidigt och i hög grad integrerades i germanska och latinska kultursfärer, samtidigt som kontakterna med andra slaviska kultursfärer blev mindre framträdande, är det inte konstigt att slovenskan dels har bevarat många ålderdomliga baltoslaviska/proto-slaviska grammatiska, lexikala och morfologiska egenheter, dels har unika språkliga innovationer. Flera av de övriga slaviskspråkiga nationerna delar i högre utsträckning gemensam historia och har därigenom påverkat varandras språkevolution (genom täta kontakter mellan de etniska grupperna), något som författarna av den ovan nämnda fylogenetiska studien diskuterar.

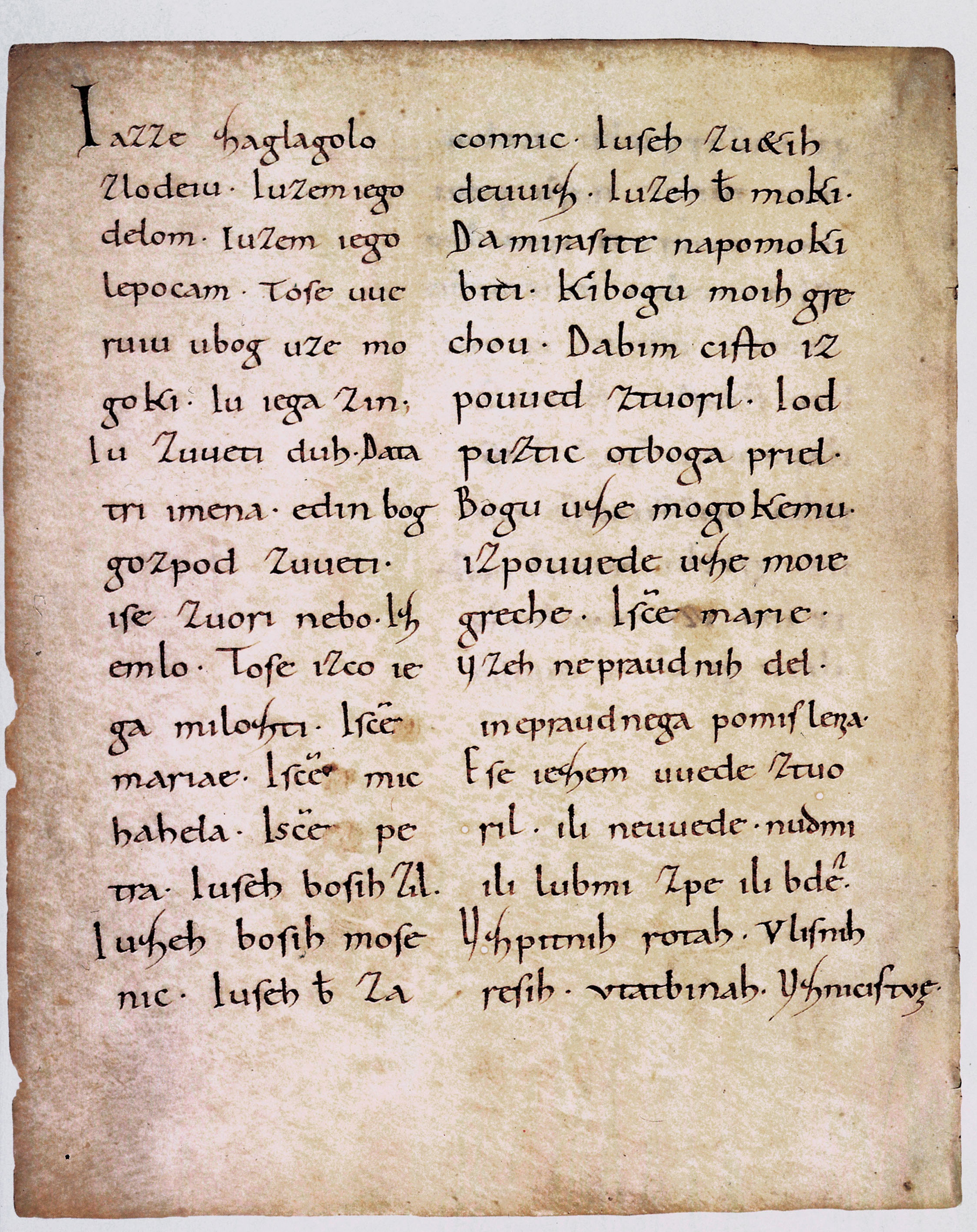
En sida från Freisingfragmenten.

Freisingfragmenten, skrivna på slovenska, är en av de äldre bevarade funktionella skrifterna på ett idag ännu existerande språk i Europa. Enligt expertanalys så blev de till när biskopssätet i Freising 973 e.Kr. under biskop Abraham fick slovenska områden i sin egendom. Av de tre olika texterna, som Freisingfragmenten består av, var troligen predikan avskriven från ett två hundra år äldre underlag från Čedad/Cividale del Friuli, där den aquileiske patriarken hade sitt säte – det var till denna de slovenska regionerna då tillhörde kyrkligt.
År 1550 gav Primož Trubar ut den första slovenska tryckta boken, Katekizem (Katekesen), och med den även en annan liten bok, Abecednik (ABC-boken).
Den första kompletta slovenska bibeln gavs ut 1584 och den hade översatts av Jurij Dalmatin, en slovensk protestantisk författare, poet och översättare. Samma år kom den första slovenska grammatiken skriven av Adam Bohorič, som bidrog med sitt arbete till att normera och stabilisera det slovenska språket.
I slutet av 1500-talet gjorde motreformationen att utgivningen av böcker på slovenska saktades ner. Då började det tyska språket dominera inom administrationen och handeln och som studerandespråk användes latin. Slovenska talades på landsbygden och i kyrkan, medan man i städerna använde både slovenska och tyska som samtalsspråk.
Den franska revolutionen och humanismen förde med sig ett uppsving av den nationella medvetenheten i de slovenska områdena i början av 1800-talet. När Napoleon I ockuperade de slovenska områdena 1809 uppstod för en kort period i historien den slaviska staten Illyrien med Ljubljana som huvudstad och det slovenska språket började användas av stadsborna medan också undervisningen i grundskolan skedde på slovenska. Tiden av uppsving för det slovenska språket representeras bland annat av poeten Valentin Vodnik, lingvisten Jernej Kopitar och poeten France Prešeren.
Kopitar grundade Pannonienteorin. Fornkyrkoslaviskan utvecklades av det språk som användes av Kyrillos och Methodios under 700-talet. Den berömde språkvetaren Kopitar liksom hans efterföljare Franc Miklošič, som sedan 1849 var professor i slavisk filologi vid Wiens universitet, menade att basen för detta litteraturspråk kom från språket som slovenerna i Karantanien (dagens Österrike) och Pannonien (dagens västra Ungern) talade. På så sätt etablerade sig Karantanien-Pannonienteorin för fornkyrkoslaviskans ursprung, senare kallad endast Pannonienteorin, då Kyrillos och Methodios under en tid verkade i Pannonien. Men med Miklošičs efterföljare, kroaten Vatroslav Jagić, slog den sydslaviska ideologin igenom, som då började styra sökandet efter fornkyrkoslaviskans rötter. Denne tillbakavisade Karantanien-Pannonienteorin och sedan sade sig slovenen Vatroslav Oblak ha funnit bevis för Makedonienteorin. 
Jurij Venelin, ukrainsk-rysk historiker, läkare, slavist, filolog och publicist, forskade kring bland annat slovenerna och skrev i sin bok Drevnie i nynešnie Slovene (De forntida och nutida slovenerna) följande om det slovenska språket: Den slovenska dialekten skiljer sig från alla andra slaviska dialekter; slovenen är inte tjeck, serb, polack eller kroat varken till namn, dialekt, klädsel, sedvänjor eller historia. Han drog slutsatsen att slovenerna var ursprungsbefolkning i Pannonien och Östalperna.
Ungrarnas intrång i Nedre Pannonien samt inflyttningen av bayrare, sveber och franker i Övre Pannonien (Rakoška eller Ostmark, det vill säga Österrike) skiljde under 900-talet åt dagens slovener och slovaker. Enligt båda folken bor de i Slovenien (na Slovenskem) och talar slovenska (slovensko). Venelin menar att de vi idag kallar slovaker trängdes bort från sina ursprungliga områden bakom Donau upp till norr. Mer än tusen års åtskildhet har gjort att språken idag skiljer sig åt, men ändå kan förstås av varandra. I Pannonien levde sedan slovener och ungrare tillsammans i århundraden innan de flesta av slovenerna i området assimilerades, därför har ungerskan hundratals slovenska ord i sitt ordförråd.

## Geografi och dialekter
Slovenskan har uppskattningsvis 48 dialekter. Denna mångfald anses ha geografiska, politiska, historiska, samhälleliga och andra orsaker.
Det finns åtta dialektgrupper:
- 1.	dolenjska
- 2.	gorenjska
- 3.	koroška
- 4.	primorska
- 5.	štajerska
- 6.	panonska
- 7.	rovtarska
- 8.	blandade kočevska dialekter

Den slovenska resianska dialekten på italienska sidan om gränsen har på grund av att den är så isolerad från det övriga slovenska talspråksområdet bevarat ålderdomliga element, som i den moderna slovenskan inte längre finns kvar – som enda slovensk dialekt har det också bevarat aorist. Det har ett från slovenskan avvikande alfabet som också innehåller w. Eftersom Rezija/Val Resia ligger i Italien och dalen är öppen mot väst, har italienskan också påverkat ordförrådet och uttalet.
I södra Österrike kämpar den slovenska minoriteten för tvåspråkiga ortskyltar som garanteras dem i Österrikiska statsfördragets artikel 7. På tyska kallas det slovenska språket historiskt för windisch (jämför vender). I det sydöstra gränsområdet mellan Slovenien och Kroatien talas dialekter som ligger mellan slovenska och den kajkaviska dialektgruppen av kroatiska, som i sin tur är de kroatiska dialekter som ligger närmast slovenskan. Ett så pass stort antal isoglosser skiljer den kajkaviska från den štokaviska dialektgruppen, den senare basen för det kroatiska standardspråket och serbokroatiska, att vissa lingvister velat klassa kajkaviskan som ett eget språk. Kajkaviska och štokaviska kan sinsemellan vara svårbegripliga.
Exilslovener finns framförallt utanför Europa. De tre länderna med flest exilslovener utanför Europa är:
1. USA[6]
2. Kanada[7]
3. Argentina

## Skriftsystemets framväxt

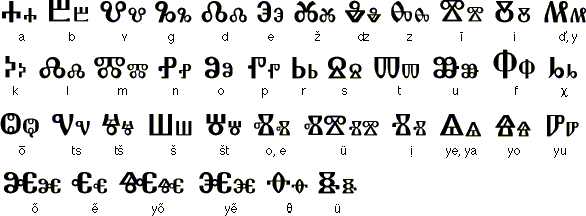
Glagolitiska alfabetet

Slovenskan skrevs med det glagolitiska alfabetet under 800-talet, under tiden för Kyrillos och Methodios samt de slovenska hertigarna Kocelj, Svetopolk och Ratislav. Medan en del tillskriver Kyrillos och Methodios den glagolitiska skriftens uppkomst och andra Hieronymus (300-talet) så menar Venelin att ingen av dem uppfunnit skriften. Troligen hade den funnits redan innan Hieronymus tid. Kyrillos och Methodios hade endast kompletterat den. Det finns lingvister som tror att det glagolitiska alfabetet är en efterföljare till den venetiska skriften, trots att bokstäverna är rundade. Eftersom den glagolitiska skriften är krävande fortsatte man, där Kyrillos och Methodios verkade, använda den bara inom slovenskt (fram till mitten av 1500-talet) och kroatiskt område, medan alfabetet längre österut på Balkanhalvön ersattes av kyrilliskan. Historiska källor kallar den glagolitiska skriften Alphabetum Gotthicum och Sclavinis litteris.
Under 1800-talets första hälft stred man om vilken form det slovenska alfabetet skulle ha – istället för bohoričica-alfabetet, sedan Adam Bohoričs grammatik, ville man nu ha en bokstav för varje ljud, men det fanns flera förslag, först och främst metelčica och danjčica, som också fick namn efter sina upphovsmän, men inget av dem slog igenom. Kring 1846 infördes istället gajica, vars upphovsman var kroaten Ljudevit Gaj, och detta alfabet används än idag.
| versaler | gemener | IPA  | modern slovenska |
| -------- | ------- | ---- | ---------------- |
| Z        | z       | /ts/ | c                |
| ZH       | zh      | /tʃ/ | č                |
| S, Ş     | ſ       | /s/  | s                |
| SH, ŞH   | ſh      | /ʃ/  | š                |
| S        | s       | /z/  | z                |
| SH       | sh      | /ʒ/  | ž                |

Metelkos alfabet:

A B D E  F G H  I  J K L  M N  O  P R S     T U V  

Dajnkos alfabet:
A B C D E F G H I J K L M N  O P R S  Z X T U Y V 

## Dagens ortografi
Slovenskan skrivs med en variant av det latinska alfabetet. Det använder sig av följande 25 bokstäver:
A B C Č D E F G H I J K L M N O P R S Š T U V Z Ž
Ytterligare ett antal bokstäver används i namn av icke-slovenskt ursprung: Ć Đ Q W X Y Ä Ë Ö Ü. Accenter sätts ibland ut ovanför vokaler för skilja på ord med samma stavning men olika betydelse.

## Fonetik (ljudlära)
Vokalljuden har olika värden; o och e kan vara långa och korta, öppna eller slutna samt med fortsatta subtila variationer i uttalet. Variationerna är inte markerade i skrift och måste läras genom att lyssna noggrant och repetera ord och ljud. Betoningen i orden kan variera mellan stavelserna från ord till ord.
| A a | B b | C c    | Č č  | D d | E e     | F f | G g | H h | I i | J j | K k | L l   |
| --- | --- | ------ | ---- | --- | ------- | --- | --- | --- | --- | --- | --- | ----- |
| [a] | [b] | [ts]   | [tʃ] | [d] | [ɛ,e,ə] | [f] | [g] | [x] | [i] | [j] | [k] | [l,w] |
| M m | N n | O o    | P p  | R r | S s     | Š š | T t | U u | V v | Z z | Ž ž |       |
| [m] | [n] | [ɔ, o] | [p]  | [r] | [s]     | [ʃ] | [t] | [u] | [v] | [z] | [ʒ] |       |

## Morfologi (formlära)
Slovenskan är grammatiskt komplex med många böjningar med sina sex kasus för substantiv, adjektiv och pronomen, tre genus och fyra tempus. Språket har som sagt tre numerus; förutom singular och plural även dualis – till exempel ett hus – hiša, två hus – hiši, flera hus – hiše (exemplet visar numerus-ändelser i feminin form).

## Övrigt

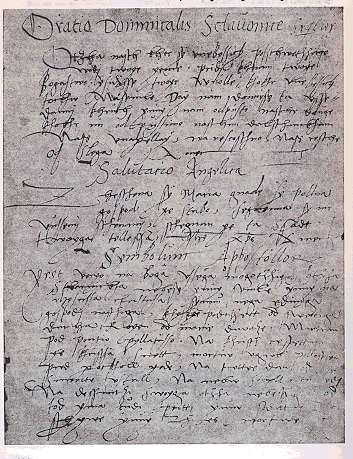
Castelmontemanuskriptet (Starogorski rokopis)

En av de avgörande faktorerna för att Slovenien idag finns som ett eget, distinkt och självständigt land är språket. 1921 var hälften av befolkningen i Kroatien och nära 68 % av serberna analfabeter, samtidigt som hela 91 % kunde läsa och skriva i Slovenien.  Det har sagts att en orsak till att slovenskan både fick en framträdande kulturell roll och blev bevarad var att även adeln talade slovenska. De fragment och budskap som kom till under de följande 500 åren efter år 1000 vittnar om en bred användning, men kanske lite osystematisk odling av kultiverad slovenska i det kyrkliga och sekulära livet. Klagenfurt-, Stična-, Venetieslovenska- (Čedadski) och Castelmontemanuskripten (Starogorski rokopis) som kom till under 1300- eller 1400-talen talar om en tro och ett hopp hos folket. Texterna beskriver bland annat den enastående ritualen kring installationsceremonin av Kärntens hertigar, enstaka verser från riddarpoeter som Ulrik Lichtenstein och Oswald Wolkenstein samt Turjaška-manuskriptet uppmärksammar att det slovenska språket inte bara var ett språk för undersåtarna utan också aristokraterna under medeltiden.
På 1500-talet översatte biskopen Bonomi i Trieste Calvins, Erasmi och Vergilii arbeten till slovenska. I inventarielistor från början av 1600-talet framgår att adelspersoner hade protestantiska böcker på slovenska. Slovenska var det tolfte språket bibeln översattes till. Bibelöversättningen som utkom 1584 (i Sverige gavs visserligen hela bibeln ut 1541 på svenska men där fanns kung Gustav Vasa som drev på) blev viktig inte minst för att språket den var skriven på var av god kvalité.
Slovenien har kring 60 folkbibliotek, som besöks 8,9 miljoner gånger om året (upp från 3, 4 miljoner år 1990) vilka lånar nära 21 miljoner böcker, det vill säga 2,3 böcker i snitt per besök . Under 2005 utkom 4 394 böcker i Slovenien, vilket var en ökning med 37 procent jämfört med tio år tidigare. I snitt lade varje slovenskt hushåll 0,4 procent av sin inkomst på inköp av böcker under 2004 (cirka 62 EUR/hushåll och 23 EUR/medlem av hushåll).

## Tidningar
Den första tidning att komma ut på slovenska var Lublanske novice ("Ljubljananytt" utkom 1797–1900) redigerad av den förste slovenska journalisten Valentin Vodnik. 1843 kom Kmetijske in rodelelske novice ("Nyheter för bönder och hantverkare") vilken gavs ut fram till 1902 och stimulerade uppkomsten av andra slovenska tidningar.
Slovenien har beskrivits som "a country of flourishing media" vilket kan te sig förvånande då landet endast har två miljoner invånare. Totalt fanns det 2006 235 tidningar (ner från 375 år 1990), men antalet dagstidningar har stigit från 4 till 9 under samma period. Som jämförelse kan säga att Sverige, med sina 9 miljoner invånare, har cirka 170 dagstidningar, varav dock endast ett tiotal utkommer varje dag. Om man räknar in alla periodiska tryckalster i Slovenien har dessas antal stigit från 274 (1990) till 1 425 (2006), en femdubbling på 16 år.

### Dagstidningar
Slovenske novice ("Slovenska nyheter") är den mest lästa dagstidningen i Slovenien med en snittförsäljning på 87 834 exemplar/dag, första halvåret 2007.
Den andra är Delo ("Arbetet") som har 65 212 dagliga läsare i genomsnitt. Tidningen är för övrigt den enda som inte gått ner till tabloidformat även om viss storleksförskjutning nu är aviserad.
På tredje plats kommer Dnevnik ("Dagstidningen") som läses av 47 731 personer var dag. Fjärde plats innehas av mariborbaserade Večer ("Kvällen") med 43 577 och femteplats går till Finance 12 285 dagligen sålda exemplar, som för övrigt helägs av Bonnier Business Press i Sverige.
Under samma period som ovan, det vill säga januari–juni 2007, minskade försäljningen av Dnevnik (-1 299), Večer (-724) och Slovenske novice (-606), alltmedan Delo (+743), Finance (+173) och sporttidningen Ekipa +66) kunde räkna in fler läsare. Totalt sett minskade dagstidningsläsandet med 6 procent under 2007. (Nedgången kan vara en följd av att internettillgängligheten och användandet är i stadig ökning. 58 procent, varav 44 procent med bredbandsuppkoppling, av slovenerna har nu internet i hemmet.)

### Veckotidningar
Nedeljski dnevnik ("Söndagstidningen") som är ett sammandrag av veckans Dnevnik säljer bäst med 118 799 exemplar (-5 594), följd av Lady (en bildskvallertidning), Delos söndagstidning och Družina ("Familjen"), en katolsk tidning.

### Gratistidningar
Žurnal ("Journal") är den mest lästa gratistidningen, men får försvara sin plats mot flera uppstickare.